# 2017年のオートレース
2017年のオートレースでは、2017年のオートレースの結果および関連するできごとについて記述する。
2016年のオートレース - 2017年のオートレース - 2018年のオートレース

## できごと
- 5月3日 - 鈴木圭一郎がオールスターオートレースで優勝し、史上初となるSGでの4連覇を達成[1]（3連覇は島田信廣、片平巧、永井大介、高橋貢、田中茂の5人がいた[2]）。
- 6月11日 - 永井大介が史上24人目となる通算1000勝を達成[3][4]。

## 競争結果

### SG
| 大会名                   | 優勝戦開催日 | 開催地 | 選手       | 年齢 | 所属   | 備考      |
| ------------------------ | ------------ | ------ | ---------- | ---- | ------ | --------- |
| オールスターオートレース | 5月3日       | 川口   | 鈴木圭一郎 | 22   | 浜松   |           |
| オートレースグランプリ   | 8月15日      | 伊勢崎 | 高橋貢     | 46   | 伊勢崎 | 通算2回目 |
| 日本選手権オートレース   | 11月5日      | 浜松   | 鈴木圭一郎 | 23   | 浜松   | 通算2回目 |
| スーパースター王座決定戦 | 12月31日     | 川口   | 荒尾聡     | 36   | 飯塚   |           |
| 全日本選抜オートレース   | 1月10日      | 飯塚   | 鈴木圭一郎 | 23   | 浜松   | 通算2回目 |